# The Stranglers
A The Stranglers egy 1974-ben alapított angol new wave együttes Guildfordból. Az 1977-ben megjelent Rattus Norvegicus című debütáló albumuk szerepel az 1001 lemez, amit hallanod kell, mielőtt meghalsz című könyvben. Egyik leghíresebb számuk, a Golden Brown 1982-ben a második helyig jutott a brit listákon.

## Diszkográfia
- Rattus Norvegicus (1977)
- No More Heroes (1977)
- Black and White (1978)
- The Raven (1979)
- The Gospel According to the Meninblack (1981)
- La Folie (1981)
- Feline (1983)
- Aural Sculpture (1984)
- Dreamtime (1986)
- 10 (1990)
- Stranglers in the Night (1992)
- Written in Red (1997)
- Coup de Grace (1998)
- Norfolk Coast (2004)
- Suite XVI (2006)
- Giants (2012)
- Dark Matters (2021)

## Fordítás
- Ez a szócikk részben vagy egészben  a   The Stranglers című angol Wikipédia-szócikk fordításán alapul.  Az eredeti cikk szerkesztőit annak laptörténete sorolja fel. Ez a jelzés csupán a megfogalmazás eredetét és a szerzői jogokat jelzi, nem szolgál a cikkben szereplő információk forrásmegjelöléseként.